# Only (canción de Anthrax)
«Only» es el tercer sencillo del álbum Sound of White Noise del grupo de thrash metal Anthrax. Es una de las canciones más populares de la era de John Bush como vocalista y uno de los éxitos más grandes de Anthrax.[cita requerida]
James Hetfield (vocalista y guitarrista de Metallica) describió la canción como "The Perfect Song" (la canción perfecta).[cita requerida]
- Datos: Q7094146